# Mats Näslund
Mats Torsten Näslund, född 31 oktober 1959 i Timrå, är en svensk före detta professionell ishockeyspelare. Han debuterade i Elitserien 1976 och avslutade sin spelarkarriär 1995, efter sin nionde säsong i NHL. Näslund har varit lagledare för det svenska ishockeylandslaget, där han själv spelat 173 A-landskamper och tagit del av ett VM- och ett OS-guld. Tillsammans med bland andra Tomas Jonsson och Håkan Loob  samt Niklas Kronwall medlem i Trippelguldklubben samt med SM-guld.

## Karriär
Näslund har gjort 173 A-landskamper (och 48 mål), 6 B-landskamper och 43 J-landskamper. Näslund deltog i ett antal VM-matcher, bland annat 1981 då Sverige blev tvåa, och 1991 då Sverige vann turneringen. Han är en av fyra spelare inom svensk hockey som vunnit såväl SM, VM, OS och Stanley Cup.
Vid sin elitseriedebut i Timrå IK 19 februari 1976 var Näslund 16 år, 3 månader och 19 dagar - yngst någonsin i elitserien då och ett klubbrekord som fortfarande står sig. Än idag är Näslund en av de yngsta debutanterna i elitseriens historia.
Näslund debuterade 1982 i Montreal Canadiens, som det första Europa-proffset i NHL-klubben, och kom att stanna där fram till 1990. Under tre av de säsongerna var han lagkamrat med en till spelare från Timrå, Kjell Dahlin. Han kallades under sin tid i Montréal för "Le Petit Viking", "den lille vikingen", på grund av att han var kort (170 cm). Näslund vann Stanley Cup med Montreal Canadiens 1986, gjorde över 700 poäng i NHL och spelade tre NHL All Star-matcher. Han utsågs till Canadiens mest värdefulla spelare tre säsonger, och utnämndes även till provinsen Québecs bäste idrottsman 1985. Näslund fick motta pris som årets gentleman i NHL, Lady Byng Memorial Trophy, 1988.
Han var också med i Sveriges OS-lag 1992 och 1994, då Tre Kronor tog olympiskt ishockeyguld. Han har även vunnit tre SM-guld, ett med Brynäs IF 1980 och två med Malmö IF 1992 och 1994. Han är därmed medlem i den exklusiva Trippelguldklubben Han blev 2009 invald i Malmöidrottens Walk of Fame, för sina insatser för Malmö IF.

## Klubbar
- Boston Bruins 1994–95
- Malmö IF 1991-1994
- HC Lugano 1990–91
- Montreal Canadiens 1982-1990
- Brynäs IF 1978-1982
- Timrå IK 1975-1978

## Statistik

### Klubbkarriär
| 1975–76           | Timrå IK           | Elitserien        | 3   | 0   | 0   | 0   | 0   | —   | —  | —  | —  | —  |
| 1977–78           | Timrå IK           | Elitserien        | 35  | 13  | 6   | 19  | 14  | —   | —  | —  | —  | —  |
| 1978–79           | Brynäs IF          | Elitserien        | 36  | 12  | 12  | 24  | 19  | —   | —  | —  | —  | —  |
| 1979–80           | Brynäs IF          | Elitserien        | 36  | 18  | 19  | 37  | 34  | 7   | 2  | 2  | 4  | 4  |
| 1980–81           | Brynäs IF          | Elitserien        | 36  | 17  | 25  | 42  | 34  | —   | —  | —  | —  | —  |
| 1981–82           | Brynäs IF          | Elitserien        | 36  | 24  | 18  | 42  | 16  | —   | —  | —  | —  | —  |
| 1982–83           | Montreal Canadiens | NHL               | 74  | 26  | 45  | 71  | 10  | 3   | 1  | 0  | 1  | 0  |
| 1983–84           | Montreal Canadiens | NHL               | 77  | 29  | 35  | 64  | 4   | 15  | 6  | 8  | 14 | 4  |
| 1984–85           | Montreal Canadiens | NHL               | 80  | 42  | 37  | 79  | 14  | 12  | 7  | 4  | 11 | 6  |
| 1985–86           | Montreal Canadiens | NHL               | 80  | 43  | 67  | 110 | 16  | 20  | 8  | 11 | 19 | 4  |
| 1986–87           | Montreal Canadiens | NHL               | 79  | 25  | 55  | 80  | 16  | 17  | 7  | 15 | 22 | 11 |
| 1987–88           | Montreal Canadiens | NHL               | 78  | 24  | 59  | 83  | 14  | 6   | 0  | 7  | 7  | 2  |
| 1988–89           | Montreal Canadiens | NHL               | 77  | 33  | 51  | 84  | 14  | 21  | 4  | 11 | 15 | 6  |
| 1989–90           | Montreal Canadiens | NHL               | 72  | 21  | 20  | 41  | 19  | 3   | 1  | 1  | 2  | 0  |
| 1990–91           | HC Lugano          | NL-A              | 31  | 27  | 29  | 56  |     | 11  | 4  | 9  | 13 |    |
| 1991–92           | Malmö IF           | Elitserien        | 39  | 15  | 24  | 39  | 10  | 10  | 3  | 2  | 5  | 0  |
| 1992–93           | Malmö IF           | Elitserien        | 33  | 11  | 21  | 32  | 10  | 1   | 0  | 0  | 0  | 0  |
| 1993–94           | Malmö IF           | Elitserien        | 40  | 14  | 30  | 44  | 8   | 11  | 2  | 4  | 6  | 4  |
| 1994–95           | Boston Bruins      | NHL               | 34  | 8   | 14  | 22  | 4   | 5   | 1  | 0  | 1  | 0  |
| Elitserien totalt | Elitserien totalt  | Elitserien totalt | 294 | 124 | 155 | 279 | 145 | 29  | 7  | 8  | 15 | 8  |
| NHL totalt        | NHL totalt         | NHL totalt        | 651 | 251 | 383 | 634 | 111 | 102 | 35 | 57 | 92 | 33 |

## Meriter och utmärkelser
- TV-pucken-silver 1974
- pojk-SM-guld 1975
- Sveriges bästa junior 1978
- VM-brons 1979, VM-silver 1981, VM-guld 1991
- OS-brons 1980, OS-guld 1994
- SM-guld 1980 (Brynäs), 1992 och 1994 (Malmö)
- Guldpucken 1980
- Stanley Cup 1986 (Montreal Canadiens)
- Stor Grabb nummer 109